# Stanisław Wziątek
Stanisław Czesław Wziątek (Połczyn Zdrój; 13 de Novembro de 1959 — ) é um político da Polónia. Ele foi eleito para a Sejm em 25 de Setembro de 2005 com 8887 votos em 40 no distrito de Koszalin, candidato pelas listas do partido Sojusz Lewicy Demokratycznej.